# Telstar (voetbalclub)

BUKO stadion in 2025

Telstar is een betaaldvoetbalclub uit Velsen-Zuid (gemeente Velsen). De club ontstond op 17 juli 1963 toen de rivalen VSV en Stormvogels besloten om hun profafdelingen te laten fuseren en zelf verder te gaan als amateurclubs. Beide clubs kwamen oorspronkelijk uit IJmuiden, maar doordat de Duitse bezetters in de Tweede Wereldoorlog hun stadion hadden verwoest, weken zij (voor hun eerste elftallen) uit naar een nieuwe thuishaven in Velsen-Zuid, net buiten IJmuiden. De nieuwe club kreeg de naam Telstar, naar de toen pas gelanceerde communicatiesatelliet. De club speelt in het seizoen 2025/26, na een afwezigheid van 47 jaar, weer in de Eredivisie. 
Telstar speelt zijn thuiswedstrijden in het BUKO Stadion, van oudsher bekend als Sportpark Schoonenberg. Sinds de oprichting in 1963 gebruikt de voetbalclub het instrumentale nummer Telstar van The Tornados als begintune bij de thuiswedstrijden.

## Geschiedenis
| Geschiedenis naam | Geschiedenis naam   |
| Jaar              | Naam                |
| ----------------- | ------------------- |
| 1963-2001         | Telstar             |
| 2001-2008         | Stormvogels Telstar |
| 2008-heden        | Telstar             |

### Fusie en promotie naar Eredivisie
Telstar promoveerde na het seizoen 1963/64 (direct na de eerste fusie) door tweede te worden achter RKSV Sittardia al meteen naar de Eredivisie, en verbleef daar veertien jaar onafgebroken. Midden jaren zeventig was de meest succesvolle periode, met als hoogtepunten een zesde plaats in het seizoen 1973/74, een zevende in het seizoen 1974/75 en een eindklassering als negende in het seizoen 1975/76. Vanaf het seizoen 1976/77 ging het met de prestaties bergafwaarts (veertiende plaats). 

### Degradatie naar Eerste Divisie
In het Eredivisieseizoen 1977/78 eindigde de club als 18de en laatste, en degradeerde naar de Eerste Divisie, ondanks de aanwezigheid van voetballer Louis van Gaal. Tot een snelle terugkeer in de Eredivisie kwam het niet. In het seizoen 1981/82 behaalde Telstar de hoogste klassering in de Eerste Divisie tot dan toe: vierde.

### Satellietclub van Ajax
Telstar deed in de tweede helft van de tachtiger jaren door een samenwerkingsverband zijn naam eer aan, door vanaf het seizoen 1985/86 een aantal seizoenen satellietclub van Ajax uit het nabijgelegen Amsterdam te zijn. Michel van Oostrum stapte van Ajax over naar Telstar, en speelde in Velsen-Zuid in de seizoenen 1985/86 en 1986/87. Cor van der Hart, assistent-trainer bij Ajax in 1984/85, 1985/86 en 1986/87, werd hoofdtrainer van Telstar in 1987/88. 

### Dichtbij promotie
In het seizoen 1993/94 was Telstar dicht bij promotie: het eindigde één punt achter het wél gepromoveerde RKC Waalwijk. Ook in de seizoenen 1991/92 was de club met een zevende plaats goed op dreef, maar werd de nacompetitie net niet bereikt. In het toernooi om de KNVB Beker leverde Telstar zijn beste prestatie in het seizoen 1991/92, toen de halve finale werd bereikt. Deze werd met 3-0 verloren van Roda JC. Later, in 2000/01, nam Telstar zonder succes deel aan de nacompetitiewedstrijden om promotie naar de Eredivisie. 

### Stormvogels Telstar
Tussen medio 2001 en medio 2008 werd gespeeld onder de naam Stormvogels Telstar. Door een fusie met amateurclub Stormvogels uit IJmuiden moest worden geprofiteerd van de jeugdopleiding en opleidingsvergoedingen. Er stroomden echter nauwelijks voetballers door naar het eerste profelftal en ook de verwachte vergoedingen bleven uit. In 2004/05 werd nog wel de nacompetitie bereikt, maar promotie naar de Eredivisie bleef uit. 

### Satellietclub van AZ
De fusie tussen Stormvogels en Telstar werd ontbonden halverwege 2008. Enkele maanden daarvoor, in maart 2008, ging Telstar (nog onder de naam Stormvogels Telstar) een samenwerkingsverband aan met AZ, uit het nabijgelegen Alkmaar. De samenwerking hield in dat talenten van AZ in de Eerste Divisie bij Telstar zouden gaan voetballen. Ook kreeg AZ een stem over de benoeming van de opvolger van trainer Luc Nijholt. In het seizoen 2008/09 nam Telstar, als winnaar van de derde periodetitel, deel aan de play-offs en werd in de eerste ronde uitgeschakeld door MVV. In 2011 werd door de Alkmaarders besloten dat deze na het seizoen 2012/13 zou worden verbroken. 

### Terug in de Eredivisie na 47 jaar
Op 1 juni 2025 promoveerde Telstar, onder leiding van trainer Anthony Correia, voor het eerst in 47 jaar weer naar de Eredivisie door in de laatste ronde van de play-offs 2024/25 over twee wedstrijden te winnen (2-2 thuis, 1-3 uit) van Willem II. In haar zevende deelname aan de nacompetitie, na de seizoenen 1978/79, 1981/82, 1993/94, 2000/01, 2004/05, 2017/18, slaagde Telstar er dus in om terug te keren op het hoogste niveau.

## Organisatie
| Directie       |           |                    |      |
| Leon Annokée   | Nederland | Algemeen directeur | 2023 |
| Peter Hofstede | Nederland | Technisch manager  | 2022 |

Laatste update: 14 april 2025

## Selectie
| Nr.           | Naam                          | Nationaliteit | Sinds | Contract | Vorige club         |
| ------------- | ----------------------------- | ------------- | ----- | -------- | ------------------- |
| Doelmannen    |                               |               |       |          |                     |
| 1             | Ronald Koeman jr.             | Nederland     | 2021  | 2026     | TOP Oss             |
| 13            | Tyrick Bodak                  | Curaçao       | 2024  | 2026     | SC Cambuur -21      |
| 20            | Daan Reiziger                 | Nederland     | 2025  | 2027     | SC Cambuur          |
| Verdedigers   |                               |               |       |          |                     |
| 2             | Jeff Hardeveld                | Nederland     | 2024  | 2027     | FC Emmen            |
| 4             | Guus Offerhaus                | Nederland     | 2024  | 2026     | Quick Boys          |
| 5             | Nigel Ogidi Nwankwo           | Nederland     | 2025  | 2027     | Quick Boys          |
| 6             | Danny Bakker                  | Nederland     | 2023  | 2026     | NAC Breda           |
| 11            | Tyrese Noslin                 | Curaçao       | 2024  | 2026     | Jong Almere City FC |
| 14            | Neville Ogidi Nwankwo         | Nederland     | 2025  | huur     | FC Utrecht          |
| 15            | Adil Lechkar                  | Nederland     | 2024  | ama      | SV TEC              |
| 21            | Devon Koswal                  | Nederland     | 2023  | 2026     | FC Dordrecht        |
| 24            | Abdelraffie Benzzine          | Nederland     | 2024  | ama      |                     |
| 25            | Yamano Olfers                 | Suriname      | 2024  | ama      |                     |
| 26            | Jaylan van Schooneveld        | Nederland     | 2024  | ama      |                     |
| 28            | Rojendro Oudsten              | Suriname      | 2025  | 2028     |                     |
| 29            | Dion Malone                   | Suriname      | 2025  | ama      | Karmiotissa FC      |
| Middenvelders |                               |               |       |          |                     |
| 8             | Tyrone Owusu                  | Nederland     | 2024  | 2026     | Quick Boys          |
| 10            | Mohamed Hamdaoui              | Nederland     | 2024  | 2026     | ADO Den Haag        |
| 16            | Dylan Mertens                 | Nederland     | 2025  | 2026     | Fakel Voronezj      |
| 17            | Nils Rossen                   | Nederland     | 2024  | 2026     | N.E.C.              |
| 18            | Remi van Ekeris               | Nederland     | 2024  | ama      | FC Lisse            |
| 23            | Rayyan Koubini                | Nederland     | 2025  | ama      |                     |
|               | Jochem Ritmeester van de Kamp | Nederland     | 2025  | huur     | Almere City FC      |
| Aanvallers    |                               |               |       |          |                     |
| 7             | Soufiane Hetli                | Nederland     | 2024  | 2027     | AFC                 |
| 9             | Milan Zonneveld               | Nederland     | 2025  | 2028     | Quick Boys          |
| 19            | Sebastiaan Hagedoorn          | Nederland     | 2024  | 2026     |                     |
| 27            | Patrick Brouwer               | Nederland     | 2025  | 2028     | Quick Boys          |

Laatste update: 19 augustus 2025.

### Staf
| Naam              | Nationaliteit | Functie           | Sinds | Contract | Vorige club       |
| ----------------- | ------------- | ----------------- | ----- | -------- | ----------------- |
| Technische Staf   |               |                   |       |          |                   |
| Anthony Correia   | Nederland     | Hoofdtrainer      | 2024  | 2027     | VV Katwijk        |
| Rory Roubos       | Nederland     | Assistent-trainer | 2024  | 2026     | AZ                |
| Mounir Azaoum     | Nederland     | Assistent-trainer | 2025  | 2026     | De Graafschap -19 |
| Robert Michielsen | Nederland     | Assistent-trainer | 2024  |          |                   |
| Rick van der Mast | Nederland     | Keeperstrainer    | 2024  | 2026     | N.E.C. -18        |
| Jordi van Ewijk   | Nederland     | Teammanager       | 2023  |          |                   |

Laatste update: 24 juni 2025

## Overzichtslijsten

### Eindklasseringen
- 1964 2e
Eerste divisie
- 1965 10e
Eredivisie
- 1966 13e
Eredivisie
- 1967 16e
Eredivisie
- 1968 11e
Eredivisie
- 1969 14e
Eredivisie
- 1970 14e
Eredivisie
- 1971 11e
Eredivisie
- 1972 11e
Eredivisie
- 1973 12e
Eredivisie
- 1974 6e
Eredivisie
- 1975 7e
Eredivisie
- 1976 9e
Eredivisie
- 1977 14e
Eredivisie
- 1978 18e
Eredivisie
- 1979 10e
Eerste divisie
- 1980 13e
Eerste divisie
- 1981 11e
Eerste divisie
- 1982 4e
Eerste divisie
- 1983 15e
Eerste divisie
- 1984 5e
Eerste divisie
- 1985 15e
Eerste divisie
- 1986 6e
Eerste divisie
- 1987 19e
Eerste divisie
- 1988 13e
Eerste divisie
- 1989 14e
Eerste divisie
- 1990 18e
Eerste divisie
- 1991 13e
Eerste divisie
- 1992 7e
Eerste divisie
- 1993 18e
Eerste divisie
- 1994 5e
Eerste divisie
- 1995 11e
Eerste divisie
- 1996 9e
Eerste divisie
- 1997 16e
Eerste divisie
- 1998 13e
Eerste divisie
- 1999 18e
Eerste divisie
- 2000 13e
Eerste divisie
- 2001 7e
Eerste divisie
- 2002 9e
Eerste divisie
- 2003 12e
Eerste divisie
- 2004 12e
Eerste divisie
- 2005 7e
Eerste divisie
- 2006 16e
Eerste divisie
- 2007 10e
Eerste divisie
- 2008 15e
Eerste divisie
- 2009 17e
Eerste divisie
- 2010 18e
Eerste divisie
- 2011 14e
Eerste divisie
- 2012 15e
Eerste divisie
- 2013 14e
Eerste divisie
- 2014 15e
Eerste divisie
- 2015 15e
Eerste divisie
- 2016 12e
Eerste divisie
- 2017 16e
Eerste divisie
- 2018 6e
Eerste divisie
- 2019 15e
Eerste divisie
- 2020 10e
Eerste divisie
- 2021 13e
Eerste divisie
- 2022 19e
Eerste divisie
- 2023 9e
Eerste divisie
- 2024 17e
Eerste divisie
- 2025 7e
Eerste divisie

In elke staaf van de grafiek staat van boven naar beneden vermeld: 
- Eindnotering

Dit is de positie die de club heeft bereikt in de competitie, zonder eventuele beslissings-, play-off- of nacompetitiewedstrijden die nodig zijn geweest om bijvoorbeeld de kampioen van de competitie te bepalen.
Indien een * achter het getal staat is de notering een tussenstand en kan het zijn dat de notering niet overeenkomt met de uiteindelijke eindstand van de competitie.
Staat er een - dan is het seizoen nog bezig en is er geen definitieve uitslag bekend.
Staat er xx op de positie van de notering, dan heeft de club vroegtijdig de competitie verlaten. Dit kan onder andere komen door terugtrekking van het team, faillissement van de club of door een uitgedeelde straf van de KNVB. In veel gevallen staat elders in het artikel de reden vermeld.
Staat er een ? dan is het resultaat uit het verleden onbekend, en is alleen de competitie of het niveau bekend van dat seizoen.
In de seizoenen 2019/20 en 2020/21 werd wegens de coronacrisis het amateurvoetbal afgebroken. Daardoor kennen deze staven geen eindklassering (middels -- weergegeven).
- Competitieniveau en afdelingsletter of Officiële eindstand Eredivisie
  - Competitieniveau en afdelingsletter

Hierbij geeft het getal het niveau weer, dat ook terug te vinden is in de legenda. De letter is de afdelingsaanduiding en wordt gebruikt wanneer er meer afdelingen zijn op hetzelfde niveau. De afdelingsletter is altijd een hoofdletter en wordt meestal zonder nummer gebruikt.
Voorbeeld: 2F is niveau 2e klasse competitie F.
Het competitieniveau en nummer wordt niet vermeld wanneer er slechts één competitie van dit niveau was.
  - Officiële eindstand Eredivisie (getal staat tussen haakjes vermeld)

Sinds de introductie van play-offwedstrijden voor Europees voetbal na afloop van de reguliere competitie in 2005/06, is de KNVB verplicht een eindstand van de Eredivisie door te geven aan de UEFA aan de hand van deze play-offwedstrijden.
Bij deze eindstand staan clubs die zich hebben gekwalificeerd voor Europees voetbal hoger dan clubs die zich niet wisten te kwalificeren. Indien er geen verschil was tussen de eindnotering en de officiële eindstand, staat dit getal niet vermeld.

- Onderafdeling

Hier staat afgekort de naam van de onderafdeling indien de club in dat jaar in een onderafdeling uitkwam. Tevens staat deze afkorting in de legenda en wordt gelinkt naar het artikel over deze onderafdeling. Deze afkorting wordt alleen vermeld wanneer de club in het verleden in verschillende onderafdelingen heeft gespeeld. Deze vermelding is in de staaf altijd in kleine letters. Deze onderafdelingen zijn na het seizoen 1995/96 afgeschaft. Heeft de club in slechts één onderafdeling gespeeld, dan is dit alleen terug te vinden in de legenda.
Onder de staaf staat het jaartal vermeld waarin het seizoen is afgesloten. 15 verwijst naar het seizoen 2014/15 of eventueel het seizoen 1914/15.
Wanneer een staaf leeg is, zijn deze gegevens niet bekend. Het kan ook zijn dat de club dat seizoen niet heeft meegespeeld op het hogere amateurniveau, vroegtijdig de competitie heeft verlaten of uit de competitie is gezet.

In het seizoen 1944/45 was er wegens de Tweede Wereldoorlog geen regulier competitievoetbal.
- Eredivisie
- Eerste divisie

### Seizoensoverzichten
| Resultaten van Telstar sinds de toetreding in het betaald voetbal in 1963 | Resultaten van Telstar sinds de toetreding in het betaald voetbal in 1963 | Resultaten van Telstar sinds de toetreding in het betaald voetbal in 1963 | Resultaten van Telstar sinds de toetreding in het betaald voetbal in 1963 | Resultaten van Telstar sinds de toetreding in het betaald voetbal in 1963 | Resultaten van Telstar sinds de toetreding in het betaald voetbal in 1963 | Resultaten van Telstar sinds de toetreding in het betaald voetbal in 1963 | Resultaten van Telstar sinds de toetreding in het betaald voetbal in 1963 | Resultaten van Telstar sinds de toetreding in het betaald voetbal in 1963 | Resultaten van Telstar sinds de toetreding in het betaald voetbal in 1963 | Resultaten van Telstar sinds de toetreding in het betaald voetbal in 1963 | Resultaten van Telstar sinds de toetreding in het betaald voetbal in 1963 | Resultaten van Telstar sinds de toetreding in het betaald voetbal in 1963                                  |
| Seizoen                                                                   | Competitie                                                                | Competitie                                                                | Competitie                                                                | Competitie                                                                | Competitie                                                                | Competitie                                                                | Competitie                                                                | Competitie                                                                | Competitie                                                                | Kwalificatie                                                              | KNVB Beker                                                                | Bijzonderheid                                                                                              |
| Seizoen                                                                   | Divisie                                                                   | GW                                                                        | W                                                                         | G                                                                         | V                                                                         | PNT                                                                       | DV                                                                        | DT                                                                        | POS                                                                       | Kwalificatie                                                              | KNVB Beker                                                                | Bijzonderheid                                                                                              |
| ------------------------------------------------------------------------- | ------------------------------------------------------------------------- | ------------------------------------------------------------------------- | ------------------------------------------------------------------------- | ------------------------------------------------------------------------- | ------------------------------------------------------------------------- | ------------------------------------------------------------------------- | ------------------------------------------------------------------------- | ------------------------------------------------------------------------- | ------------------------------------------------------------------------- | ------------------------------------------------------------------------- | ------------------------------------------------------------------------- | --- |
| 1963/64                                                                   | Eerste divisie                                                            | 30                                                                        | 16                                                                        | 7                                                                         | 7                                                                         | 39                                                                        | 44                                                                        | 24                                                                        | 2e                                                                        | Rechtstreekse promotie                                                    | 2e ronde                                                                  | Telstar treedt toe tot het betaald voetbal na een fusie van Stormvogels en VSV.                            |
| 1964/65                                                                   | Eredivisie                                                                | 30                                                                        | 9                                                                         | 10                                                                        | 11                                                                        | 28                                                                        | 31                                                                        | 36                                                                        | 10e                                                                       |                                                                           | 2e ronde                                                                  | |
| 1965/66                                                                   | Eredivisie                                                                | 30                                                                        | 8                                                                         | 6                                                                         | 16                                                                        | 22                                                                        | 39                                                                        | 52                                                                        | 13e                                                                       |                                                                           | Kwartfinale                                                               | |
| 1966/67                                                                   | Eredivisie                                                                | 34                                                                        | 8                                                                         | 8                                                                         | 18                                                                        | 24                                                                        | 44                                                                        | 68                                                                        | 16e                                                                       |                                                                           | 2e ronde                                                                  | |
| 1967/68                                                                   | Eredivisie                                                                | 34                                                                        | 11                                                                        | 7                                                                         | 16                                                                        | 29                                                                        | 43                                                                        | 55                                                                        | 11e                                                                       |                                                                           | 2e ronde                                                                  | |
| 1968/69                                                                   | Eredivisie                                                                | 34                                                                        | 7                                                                         | 10                                                                        | 17                                                                        | 24                                                                        | 33                                                                        | 65                                                                        | 14e                                                                       |                                                                           | 1e ronde                                                                  | |
| 1969/70                                                                   | Eredivisie                                                                | 34                                                                        | 5                                                                         | 14                                                                        | 15                                                                        | 24                                                                        | 33                                                                        | 48                                                                        | 14e                                                                       |                                                                           | 3e ronde                                                                  | |
| 1970/71                                                                   | Eredivisie                                                                | 34                                                                        | 9                                                                         | 9                                                                         | 16                                                                        | 27                                                                        | 32                                                                        | 46                                                                        | 11e                                                                       |                                                                           | 1e ronde                                                                  | |
| 1971/72                                                                   | Eredivisie                                                                | 34                                                                        | 9                                                                         | 11                                                                        | 14                                                                        | 29                                                                        | 39                                                                        | 52                                                                        | 11e                                                                       |                                                                           | 1e ronde                                                                  | |
| 1972/73                                                                   | Eredivisie                                                                | 34                                                                        | 12                                                                        | 4                                                                         | 18                                                                        | 28                                                                        | 39                                                                        | 51                                                                        | 12e                                                                       |                                                                           | 2e ronde                                                                  | |
| 1973/74                                                                   | Eredivisie                                                                | 34                                                                        | 12                                                                        | 12                                                                        | 10                                                                        | 36                                                                        | 53                                                                        | 50                                                                        | 6e                                                                        |                                                                           | 3e ronde                                                                  | |
| 1974/75                                                                   | Eredivisie                                                                | 34                                                                        | 11                                                                        | 14                                                                        | 9                                                                         | 36                                                                        | 42                                                                        | 45                                                                        | 7e                                                                        | Intertoto Cup                                                             | 3e ronde                                                                  | |
| 1975/76                                                                   | Eredivisie                                                                | 34                                                                        | 7                                                                         | 15                                                                        | 12                                                                        | 29                                                                        | 42                                                                        | 48                                                                        | 9e                                                                        |                                                                           | 3e ronde                                                                  | |
| 1976/77                                                                   | Eredivisie                                                                | 34                                                                        | 7                                                                         | 12                                                                        | 15                                                                        | 26                                                                        | 35                                                                        | 57                                                                        | 14e                                                                       |                                                                           | 3e ronde                                                                  | |
| 1977/78                                                                   | Eredivisie                                                                | 34                                                                        | 3                                                                         | 8                                                                         | 23                                                                        | 14                                                                        | 25                                                                        | 81                                                                        | 18e                                                                       | Rechtstreekse degradatie                                                  | 2e ronde                                                                  | |
| 1978/79                                                                   | Eerste divisie                                                            | 36                                                                        | 12                                                                        | 10                                                                        | 14                                                                        | 34                                                                        | 45                                                                        | 45                                                                        | 10e                                                                       | Nacompetitie                                                              | 1e ronde                                                                  | Promotiewedstrijden tegen Fortuna SC (1–2 & 0–1), FC Groningen (1–3 & 0–3) en Willem II (3–0 & 0–3)        |
| 1979/80                                                                   | Eerste divisie                                                            | 36                                                                        | 10                                                                        | 11                                                                        | 15                                                                        | 31                                                                        | 50                                                                        | 58                                                                        | 13e                                                                       |                                                                           | 2e ronde                                                                  | |
| 1980/81                                                                   | Eerste divisie                                                            | 36                                                                        | 12                                                                        | 11                                                                        | 13                                                                        | 35                                                                        | 43                                                                        | 56                                                                        | 11e                                                                       |                                                                           | 2e ronde                                                                  | |
| 1981/82                                                                   | Eerste divisie                                                            | 34                                                                        | 16                                                                        | 12                                                                        | 6                                                                         | 44                                                                        | 44                                                                        | 31                                                                        | 4e                                                                        | Nacompetitie                                                              | 2e ronde                                                                  | Promotiewedstrijden tegen Excelsior (1–1 & 0–2), sc Heerenveen (0–1 & 0–1) en FC VVV (4–2 & 1–2)           |
| 1982/83                                                                   | Eerste divisie                                                            | 30                                                                        | 7                                                                         | 6                                                                         | 17                                                                        | 20                                                                        | 37                                                                        | 56                                                                        | 15e                                                                       |                                                                           | 2e ronde                                                                  | |
| 1983/84                                                                   | Eerste divisie                                                            | 32                                                                        | 14                                                                        | 9                                                                         | 9                                                                         | 37                                                                        | 53                                                                        | 43                                                                        | 5e                                                                        |                                                                           | 1e ronde                                                                  | |
| 1984/85                                                                   | Eerste divisie                                                            | 34                                                                        | 6                                                                         | 15                                                                        | 13                                                                        | 27                                                                        | 36                                                                        | 42                                                                        | 15e                                                                       |                                                                           | 1e ronde                                                                  | |
| 1985/86                                                                   | Eerste divisie                                                            | 36                                                                        | 16                                                                        | 9                                                                         | 11                                                                        | 41                                                                        | 55                                                                        | 51                                                                        | 6e                                                                        |                                                                           | 3e ronde                                                                  | |
| 1986/87                                                                   | Eerste divisie                                                            | 36                                                                        | 7                                                                         | 7                                                                         | 22                                                                        | 21                                                                        | 39                                                                        | 80                                                                        | 19e                                                                       |                                                                           | 1e ronde                                                                  | |
| 1987/88                                                                   | Eerste divisie                                                            | 36                                                                        | 14                                                                        | 6                                                                         | 16                                                                        | 34                                                                        | 61                                                                        | 71                                                                        | 13e                                                                       |                                                                           | 1e ronde                                                                  | |
| 1988/89                                                                   | Eerste divisie                                                            | 36                                                                        | 11                                                                        | 7                                                                         | 18                                                                        | 29                                                                        | 52                                                                        | 66                                                                        | 14e                                                                       |                                                                           | 3e ronde                                                                  | |
| 1989/90                                                                   | Eerste divisie                                                            | 36                                                                        | 8                                                                         | 10                                                                        | 18                                                                        | 26                                                                        | 46                                                                        | 71                                                                        | 18e                                                                       |                                                                           | 2e ronde                                                                  | |
| 1990/91                                                                   | Eerste divisie                                                            | 38                                                                        | 9                                                                         | 15                                                                        | 14                                                                        | 33                                                                        | 51                                                                        | 58                                                                        | 13e                                                                       |                                                                           | Tussenronde (tussen 1 en 2)                                               | |
| 1991/92                                                                   | Eerste divisie                                                            | 38                                                                        | 17                                                                        | 7                                                                         | 14                                                                        | 41                                                                        | 78                                                                        | 61                                                                        | 7e                                                                        |                                                                           | Halve finale                                                              | |
| 1992/93                                                                   | Eerste divisie                                                            | 34                                                                        | 8                                                                         | 7                                                                         | 19                                                                        | 21*                                                                       | 51                                                                        | 68                                                                        | 18e                                                                       |                                                                           | 3e ronde                                                                  | *Telstar heeft 2 punten in mindering gekregen                                                              |
| 1993/94                                                                   | Eerste divisie                                                            | 34                                                                        | 15                                                                        | 10                                                                        | 9                                                                         | 40                                                                        | 60                                                                        | 32                                                                        | 5e                                                                        | Nacompetitie                                                              | Achtste finale                                                            | Promotiewedstrijden tegen FC Den Haag (1–0 & 1–2), AZ (1–5 & 2–0) en RKC (2–0 & 2–4)                       |
| 1994/95                                                                   | Eerste divisie                                                            | 34                                                                        | 11                                                                        | 8                                                                         | 15                                                                        | 30                                                                        | 49                                                                        | 59                                                                        | 11e                                                                       |                                                                           | 2e ronde                                                                  | |
| 1995/96                                                                   | Eerste divisie                                                            | 34                                                                        | 13                                                                        | 11                                                                        | 10                                                                        | 50                                                                        | 42                                                                        | 38                                                                        | 9e                                                                        |                                                                           | 2e ronde                                                                  | |
| 1996/97                                                                   | Eerste divisie                                                            | 34                                                                        | 7                                                                         | 7                                                                         | 20                                                                        | 28                                                                        | 34                                                                        | 68                                                                        | 16e                                                                       |                                                                           | 2e ronde                                                                  | |
| 1997/98                                                                   | Eerste divisie                                                            | 34                                                                        | 11                                                                        | 7                                                                         | 16                                                                        | 40                                                                        | 43                                                                        | 60                                                                        | 13e                                                                       |                                                                           | Achtste finale                                                            | |
| 1998/99                                                                   | Eerste divisie                                                            | 34                                                                        | 5                                                                         | 11                                                                        | 18                                                                        | 26                                                                        | 45                                                                        | 71                                                                        | 18e                                                                       |                                                                           | Groepsfase                                                                | |
| 1999/00                                                                   | Eerste divisie                                                            | 34                                                                        | 11                                                                        | 4                                                                         | 19                                                                        | 37                                                                        | 44                                                                        | 59                                                                        | 13e                                                                       |                                                                           | 2e ronde                                                                  | |
| 2000/01                                                                   | Eerste divisie                                                            | 34                                                                        | 15                                                                        | 8                                                                         | 11                                                                        | 53                                                                        | 47                                                                        | 48                                                                        | 7e                                                                        | Nacompetitie                                                              | Groepsfase                                                                | Promotiewedstrijden tegen Fortuna Sittard (1–3 & 1–2), FC Volendam (2–1 & 1–2) en FC Zwolle (1–1 & 1–1)    |
| 2001/02                                                                   | Eerste divisie                                                            | 34                                                                        | 12                                                                        | 9                                                                         | 13                                                                        | 45                                                                        | 55                                                                        | 49                                                                        | 9e                                                                        |                                                                           | Kwartfinale                                                               | Naamsverandering naar Stormvogels Telstar                                                                  |
| 2002/03                                                                   | Eerste divisie                                                            | 34                                                                        | 11                                                                        | 5                                                                         | 18                                                                        | 38                                                                        | 37                                                                        | 45                                                                        | 12e                                                                       |                                                                           | Achtste finale                                                            | |
| 2003/04                                                                   | Eerste divisie                                                            | 36                                                                        | 12                                                                        | 8                                                                         | 16                                                                        | 44                                                                        | 55                                                                        | 62                                                                        | 12e                                                                       |                                                                           | 3e ronde                                                                  | |
| 2004/05                                                                   | Eerste divisie                                                            | 36                                                                        | 15                                                                        | 11                                                                        | 10                                                                        | 56                                                                        | 58                                                                        | 46                                                                        | 7e                                                                        | Nacompetitie                                                              | 3e ronde                                                                  | Promotiewedstrijden tegen RBC Roosendaal (0–0 & 1–2), FC Volendam (0–3 & 3–3) en VVV-Venlo (2–1 & 3–1)     |
| 2005/06                                                                   | Eerste divisie                                                            | 38                                                                        | 9                                                                         | 13                                                                        | 16                                                                        | 40                                                                        | 37                                                                        | 53                                                                        | 16e                                                                       |                                                                           | 1e ronde                                                                  | |
| 2006/07                                                                   | Eerste divisie                                                            | 38                                                                        | 14                                                                        | 6                                                                         | 18                                                                        | 48                                                                        | 61                                                                        | 61                                                                        | 10e                                                                       |                                                                           | 3e ronde                                                                  | |
| 2007/08                                                                   | Eerste divisie                                                            | 38                                                                        | 14                                                                        | 4                                                                         | 20                                                                        | 46                                                                        | 41                                                                        | 51                                                                        | 15e                                                                       |                                                                           | 2e ronde                                                                  | |
| 2008/09                                                                   | Eerste divisie                                                            | 38                                                                        | 9                                                                         | 12                                                                        | 17                                                                        | 39                                                                        | 42                                                                        | 56                                                                        | 17e                                                                       | Play-offs om promotie                                                     | 3e ronde                                                                  | Naamsverandering naar Telstar Promotiewedstrijden tegen MVV (0–0 & 0–1)                                    |
| 2009/10                                                                   | Eerste divisie                                                            | 36                                                                        | 7                                                                         | 8                                                                         | 21                                                                        | 29                                                                        | 45                                                                        | 66                                                                        | 18e                                                                       |                                                                           | 2e ronde                                                                  | |
| 2010/11                                                                   | Eerste divisie                                                            | 34                                                                        | 8                                                                         | 10                                                                        | 16                                                                        | 34                                                                        | 43                                                                        | 54                                                                        | 14e                                                                       |                                                                           | Achtste finale                                                            | |
| 2011/12                                                                   | Eerste divisie                                                            | 34                                                                        | 9                                                                         | 5                                                                         | 20                                                                        | 32                                                                        | 45                                                                        | 70                                                                        | 15e                                                                       |                                                                           | 2e ronde                                                                  | |
| 2012/13                                                                   | Eerste divisie                                                            | 30                                                                        | 7                                                                         | 8                                                                         | 15                                                                        | 29                                                                        | 31                                                                        | 46                                                                        | 14e                                                                       |                                                                           | 3e ronde                                                                  | |
| 2013/14                                                                   | Eerste divisie                                                            | 38                                                                        | 13                                                                        | 6                                                                         | 19                                                                        | 45                                                                        | 50                                                                        | 79                                                                        | 15e                                                                       |                                                                           | 2e ronde                                                                  | |
| 2014/15                                                                   | Eerste divisie                                                            | 38                                                                        | 12                                                                        | 6                                                                         | 20                                                                        | 42                                                                        | 53                                                                        | 68                                                                        | 15e                                                                       |                                                                           | 2e ronde                                                                  | |
| 2015/16                                                                   | Eerste divisie                                                            | 36                                                                        | 12                                                                        | 8                                                                         | 16                                                                        | 44                                                                        | 57                                                                        | 64                                                                        | 12e                                                                       |                                                                           | 3e ronde                                                                  | |
| 2016/17                                                                   | Eerste divisie                                                            | 38                                                                        | 10                                                                        | 10                                                                        | 18                                                                        | 40                                                                        | 46                                                                        | 64                                                                        | 16e                                                                       |                                                                           | 2e ronde                                                                  | |
| 2017/18                                                                   | Eerste divisie                                                            | 38                                                                        | 16                                                                        | 13                                                                        | 9                                                                         | 61                                                                        | 66                                                                        | 63                                                                        | 6e                                                                        | Play-offs om promotie                                                     | 1e ronde                                                                  | Promotiewedstrijden tegen De Graafschap (3–2 & 2–4)                                                        |
| 2018/19                                                                   | Eerste divisie                                                            | 38                                                                        | 14                                                                        | 6                                                                         | 18                                                                        | 48                                                                        | 45                                                                        | 58                                                                        | 15e                                                                       |                                                                           | 1e ronde                                                                  | |
| 2019/20                                                                   | Eerste divisie                                                            | 29                                                                        | 12                                                                        | 8                                                                         | 9                                                                         | 44                                                                        | 47                                                                        | 48                                                                        | 10e                                                                       |                                                                           | 2e ronde                                                                  | Door de coronacrisis is competitie niet afgemaakt. De tussenstand na 29 speelrondes werd de eindstand      |
| 2020/21                                                                   | Eerste divisie                                                            | 38                                                                        | 10                                                                        | 11                                                                        | 17                                                                        | 41                                                                        | 57                                                                        | 61                                                                        | 13e                                                                       |                                                                           | 1e ronde                                                                  | |
| 2021/22                                                                   | Eerste divisie                                                            | 38                                                                        | 8                                                                         | 11                                                                        | 19                                                                        | 35                                                                        | 47                                                                        | 74                                                                        | 19e                                                                       |                                                                           | Achtste finale                                                            | |
| 2022/23                                                                   | Eerste divisie                                                            | 38                                                                        | 14                                                                        | 11                                                                        | 13                                                                        | 53                                                                        | 39                                                                        | 52                                                                        | 9e                                                                        |                                                                           | 2e ronde                                                                  | |
| 2023/24                                                                   | Eerste divisie                                                            | 38                                                                        | 9                                                                         | 8                                                                         | 21                                                                        | 35                                                                        | 47                                                                        | 68                                                                        | 17e                                                                       |                                                                           | 1e ronde                                                                  | |
| 2024/25                                                                   | Eerste divisie                                                            | 38                                                                        | 17                                                                        | 10                                                                        | 11                                                                        | 61                                                                        | 69                                                                        | 47                                                                        | 7e                                                                        | Play-offs om promotie                                                     | 2e ronde                                                                  | Promotiewedstrijden tegen ADO Den Haag (2–0 & 1–0), FC Den Bosch (0–0 & 2–1 n.v.) en Willem II (2–2 & 3–1) |

### Telstar in Europa
| Seizoen | Competitie    | Ronde | Land                | Club               | Score    |
| ------- | ------------- | ----- | ------------------- | ------------------ | -------- |
| 1975    | Intertoto Cup | Groep | Vlag van Polen      | Zagłębie Sosnowiec | 0–0, 0–1 |
|         |               |       | Vlag van Oostenrijk | SK Sturm Graz      | 1–0, 0–2 |
|         |               |       | Vlag van Denemarken | Holbæk B&I         | 3–1, 1–4 |

### Meeste officiële wedstrijden en doelpunten
| 1.  | Frank Korpershoek   | Verdediger   | 386 |
| 2.  | Fred Bischot        | Verdediger   | 372 |
| 3.  | Frans van Essen     | Verdediger   | 360 |
| 4.  | Anthony Correia     | Verdediger   | 356 |
| 5.  | Paul van der Meeren | Doelman      | 339 |
| 6.  | Fred André          | Verdediger   | 321 |
| 7.  | Sander Oostrom      | Aanvaller    | 320 |
| 8.  | Koos Kuut           | Verdediger   | 310 |
| 9.  | Richard van Heulen  | Middenvelder | 294 |
| 10. | René Panhuis        | Verdediger   | 282 |

| 1.  | Glynor Plet     | Aanvaller    | 88 |
| 2.  | Sander Oostrom  | Aanvaller    | 87 |
| 3.  | Melvin Holwijn  | Aanvaller    | 60 |
| 4.  | Ronald Hoop     | Aanvaller    | 52 |
| 5.  | Cees van Kooten | Aanvaller    | 45 |
| 6.  | Rini van Roon   | Aanvaller    | 43 |
| 7.  | Co Stout        | Aanvaller    | 41 |
| 7.  | Ron de Roode    | Aanvaller    | 41 |
| 9.  | Dick Bond       | Middenvelder | 38 |
| 10. | Jan Bruin       | Aanvaller    | 37 |

### Internationals
Spelers die tijdens hun periode bij Telstar international waren.
| Naam               | Geb. datum | Land                                      |
| Leon Kantelberg    | 15/07/1978 | Vlag van Nederlandse Antillen (1986-2010) |
| Stefano Lilipaly   | 10/01/1990 | Vlag van Indonesië                        |
| Andrija Novakovich | 21/09/1996 | Vlag van Verenigde Staten                 |
| Terell Ondaan      | 09/09/1993 | Vlag van Guyana                           |
| Gerson Rodrigues   | 20/06/1995 | Vlag van Luxemburg                        |
| Sebastian Soto     | 28/07/2000 | Vlag van Verenigde Staten                 |
| Roscello Vlijter   | 01/01/2000 | Vlag van Suriname                         |

### Bekende en prominente (oud-)Witte Leeuwen
- Nacer Abdellah
- Anmar Almubaraki
- Norair Aslanyan
- Luciano van den Berg
- Fred Bischot
- Benjamin van den Broek
- Dries Boussatta
- Cor Brom
- Henk ten Cate
- Wietze Couperus
- Jerry de Jong
- Radjin de Haan
- Edwin Gyasi
- Jimmy Floyd Hasselbaink
- Shabir Isoufi
- Jos Jonker
- Dominique Kivuvu
- Hans Kraay jr.
- Piet van der Kuil
- Louis van Gaal
- Ruud Geels
- Jerzy Wilim
- Cees van Kooten
- Frank Kramer
- Alami Ahannach
- Maurice Ligeon
- Baki Mercimek
- Henny Meijer
- Diangi Matusiwa
- Mohammed Osman
- Andrew Ornoch
- Willie Overtoom
- Peter Ressel
- José Reinaldo de Lima
- Andwelé Slory
- Richelor Sprangers
- Orlando Smeekes
- Joona Toivio
- Florian Vyent
- Dick Helling
- Arjan de Zeeuw

### Trainers
- 1963–1964:  Toon van den Enden
- 1964–1965:  Jack Mansell
- 1965–1966:  Olivér Gáspár
- 000001966:  Toon van den Enden (a.i.)
- 1966–1969:  Piet de Visser
- 1969–1974:  Jan Rab
- 1974–1977:  Joop Castenmiller
- 1977–1978:  Mircea Petescu
- 1978–1980:  Martin van Vianen
- 1980–1983:  Joop Brand
- 1983–1987:  Fred André
- 1987–1988:  Cor van der Hart
- 1988–1990:  Cees Glas
- 1990–1993:  Niels Overweg
- 1993–1995:  Simon Kistemaker
- 1995–1997:  Cor Pot
- 1997–1998:  Harry van den Ham
- 1998–1999:  Henny Lee
- 1999–2001:  Simon Kistemaker
- 2001–2002:  Toon Beijer
- 2002–2005:  Jan Poortvliet
- 2005–2008:  Luc Nijholt
- 2008–2010:  Edward Metgod
- 2010–2012:  Jan Poortvliet
- 2012–2014:  Marcel Keizer
- 2014–2017:  Michel Vonk
- 2017–2019:  Mike Snoei
- 2019–2022:  Andries Jonker
- 2022–2024:  Mike Snoei
- 2024–0000:  Anthony Correia